# Saint Vincent og Grenadinerne
Saint Vincent og Grenadinerne er en østat i den østlige del af det Caribiske Hav på grænsen til Atlanterhavet. Det er en del af de små Antiller og er beliggende syd for Saint Lucia og nord for Grenada. Ud over hovedøen Saint Vincent hører der yderligere 31 øer til staten.

## Historie
De caribiske indianere gjorde hård modstand mod den europæiske kolonisering frem til 1700-tallet. Før den tid havde øen fungeret som skjulested for afrikanske slaver, som enten var flygtet fra naboøerne eller havnet der som følge af skibbrud. Disse blev som garifuna og blev ofte gift med lokale indianere.
I 1719 begyndte franskmændene plantagedrift på øen. I 1763 blev den afstået til Storbritannien, men havnede igen under fransk styre i 1779, før den igen blev overtaget af Storbritannien som følge af Paristraktaten i 1783. Årene frem til 1796 blev præget af konflikter mellem kolonisterne og indianerne, og mere end 5000 indianere blev deporteret til Roatán, en ø udenfor Honduras.
Slaveriet blev afskaffet i 1834 og resulterede i immigration fra andre folkeslag, blandt andet portugiser og asiater. Disse levede ofte under dårlige vilkår.

## Administrativ inddeling
Saint Vincent og Grenadinene er delt ind i seks administrative sogne. De fem er på St. Vincent, mens Grenadinene er samlet i et eget sogn.
- Charlotte
- Grenadines
- Saint Andrew
- Saint David
- Saint George
- Saint Patrick